# Koolstoftrioxide
Koolstoftrioxide, (CO3), is een instabiel oxide van koolstof. De mogelijke isomeren hebben verschillende symmetrie-aanduidingen: Cs, D3h en C2v. Van het isomeer met aanduiding C2v is gebleken dat het de grondtoestand van het molecuul weergeeft. In de tekeningen hiernaast is in de meest rechtse figuur de dioxiraanring duidelijk aanwezig.
Koolstoftrioxide moet niet verward worden met het carbonaat-ion, {\displaystyle {\ce {CO3^{2-}}}}.
Koolstoftrioxide kan gevormd worden in bijvoorbeeld de driftzone van een negatieve corona-ontlading in de reactie tussen koolstofdioxide, {\displaystyle {\ce {CO2}}} en atomaire zuurstof {\displaystyle {\ce {O}}}, ontstaan uit zuurstofgas onder invloed van vrije elektronen in het plasma.
Een andere benadering is de fotodissociatie met UV-licht (253,7 nm) van ozon, {\displaystyle {\ce {O3}}}, opgelost in vloeibare {\displaystyle {\ce {CO2}}} of in een mengsel van {\displaystyle {\ce {CO2}}} en {\displaystyle {\ce {SF6}}} (zwavelhexafluoride) bij −45 °C. De vorming van {\displaystyle {\ce {CO3}}} wordt afgeleid uit de experimentele resultaten, maar de stof ontleedt spontaan binnen een minuut via de reactie:
{\displaystyle {\ce {2CO3\ ->\ 2CO2\ +\ O2}}}
Andere opties zijn ozon over vast koolstofdioxide te leiden, of omgekeerd, koolstofmonoxide en moleculaire zuurstof met elkaar te laten reageren.
Naast het grondtoestand-isomeer (C2v), werd de eerste spectroscopische waarneming van het D3h-isomeer gedaan in met elektronen bestraald vast koolstofdioxide.